# كاسونغو
كاسونغو ، والمعروفة أيضًا باسم بياني كاسونغو ، هي بلدة وإقليم في مقاطعة مانيما في شرق جمهورية الكونغو الديمقراطية.

## الجغرافية
تقع كاسونغو شرق نهر لوالابا [الإنجليزية] ، شمال غرب نقطة التقاء نهر لواما، على ارتفاع 666 متر. ويبلغ عدد سكانها حوالي 63,000 نسمة.
يخدم المدينة مطار كاسونغو [الإنجليزية] . ترتبط كاسونغو بالعاصمة الإقليمية كيندو ب طريق كاسونغو بطول 240 كيلومتر (150 ميل) (جزء من الطريق الوطني 31 (N31))، لكن الرحلة تستغرق يومين بسبب سوء حالة الطريق. تقع المدينة أيضًا على الطريق الوطني 2 (N2) [الإنجليزية] والطريق الإقليمي 629 (R629).

## التاريخ

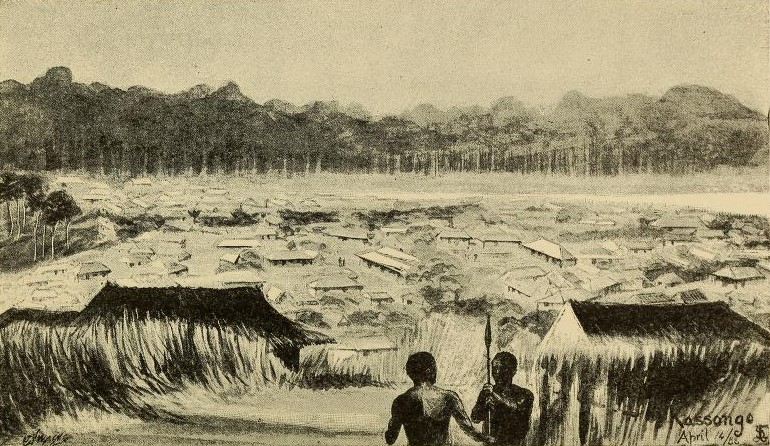
كاسونغو في عام 1888

تأسست المدينة حوالي عام 1850 إلى عام 1860. وبعد سنوات قليلة أصبحت عاصمة سلطنة أوتتيرا [الإنجليزية] التي تأسست حديثًا والتي لم تدم طويلًا، والتي أسسها وحكمها في البداية السواحيليون العرب و النخاس وتاجر العاج تيبو تيب. وكانت سلطنته الصغيرة شريكاً تجارياً رئيسياً وحليفاً لسلطنة زنجبار في الشرق.
زار الصحفي والمستكشف الويلزي هنري مورتون ستانلي المنطقة في أوائل ثمانينيات القرن التاسع عشر، في رحلته الثالثة.
كانت المنطقة في قلب حرب الكونغية العربية وتمرد باتيتيلا [الإنجليزية] في تسعينيات القرن التاسع عشر. وبعد قرن من الزمان، تأثرت كاسونغو وسكانها بشدة من جراء حرب الكونغو الثانية (1998-2003).

## روابط خارجية
- WorldStatesmen.org: ولايات الكونغو (كينشاسا) التقليدية (بما في ذلك تفاصيل عن ولايات منطقة كاسونغو وحكامها)